# Dłutów (gmina)
Pour les articles homonymes, voir Dłutów.
Dłutów est une gmina (commune) rurale (gmina wiejska) du powiat de Pabianice, dans la Voïvodie de Łódź, dans le centre de la Pologne.
Son siège administratif (chef-lieu) est le village de Dłutów, qui se situe environ 11 kilomètres (km) au sud de Pabianice (siège du powiat) et 26 kilomètres au sud de la capitale régionale Łódź (capitale de la voïvodie).
La gmina couvre une superficie de 100,47 km2 pour une population de 4 167 habitants en 2006.

## Géographie
La gmina inclut les villages et localités de :
- Budy Dłutowskie
- Czyżemin
- Dąbrowa
- Dłutów
- Dłutówek
- Drzewociny
- Huta Dłutowska
- Kociołki-Las
- Łaziska
- Lesieniec
- Leszczyny Duże
- Leszczyny Małe
- Mierzączka Duża
- Orzk
- Pawłówek
- Piętków
- Redociny
- Ślądkowice
- Stoczki-Porąbki
- Świerczyna
- Tążewy

### Gminy voisines
La gmina de Dłutów est voisine des gminy suivantes :
- Dobroń
- Drużbice
- Grabica
- Pabianice
- Tuszyn
- Zelów

## Administration
De 1975 à 1998, le village était attaché administrativement à l'ancienne voïvodie de Piotrków.

Depuis 1999, il fait partie de la nouvelle voïvodie de Łódź.

## Structure du terrain
D'après les données de 2007, la superficie de la commune de Dłutów est de 100,47 kilomètres carrés, répartis comme telle :
- terres agricoles : 55 %
- forêts : 37 %

La commune représente 20,57 % de la superficie du powiat.

## Démographie
Données du 31 décembre 2007 :
| Description        | Total  | Total | Femmes | Femmes | Hommes | Hommes |
| ------------------ | ------ | ----- | ------ | ------ | ------ | ------ |
| Unité              | Nombre | %     | Nombre | %      | Nombre | %      |
| Population         | 4 223  | 100   | 2 112  | 50,0   | 2 111  | 50,0   |
| Densité (hab./km²) | 42     | 42    | 21     | 21     | 21     | 21     |